# Torre de televisión de Belgrado

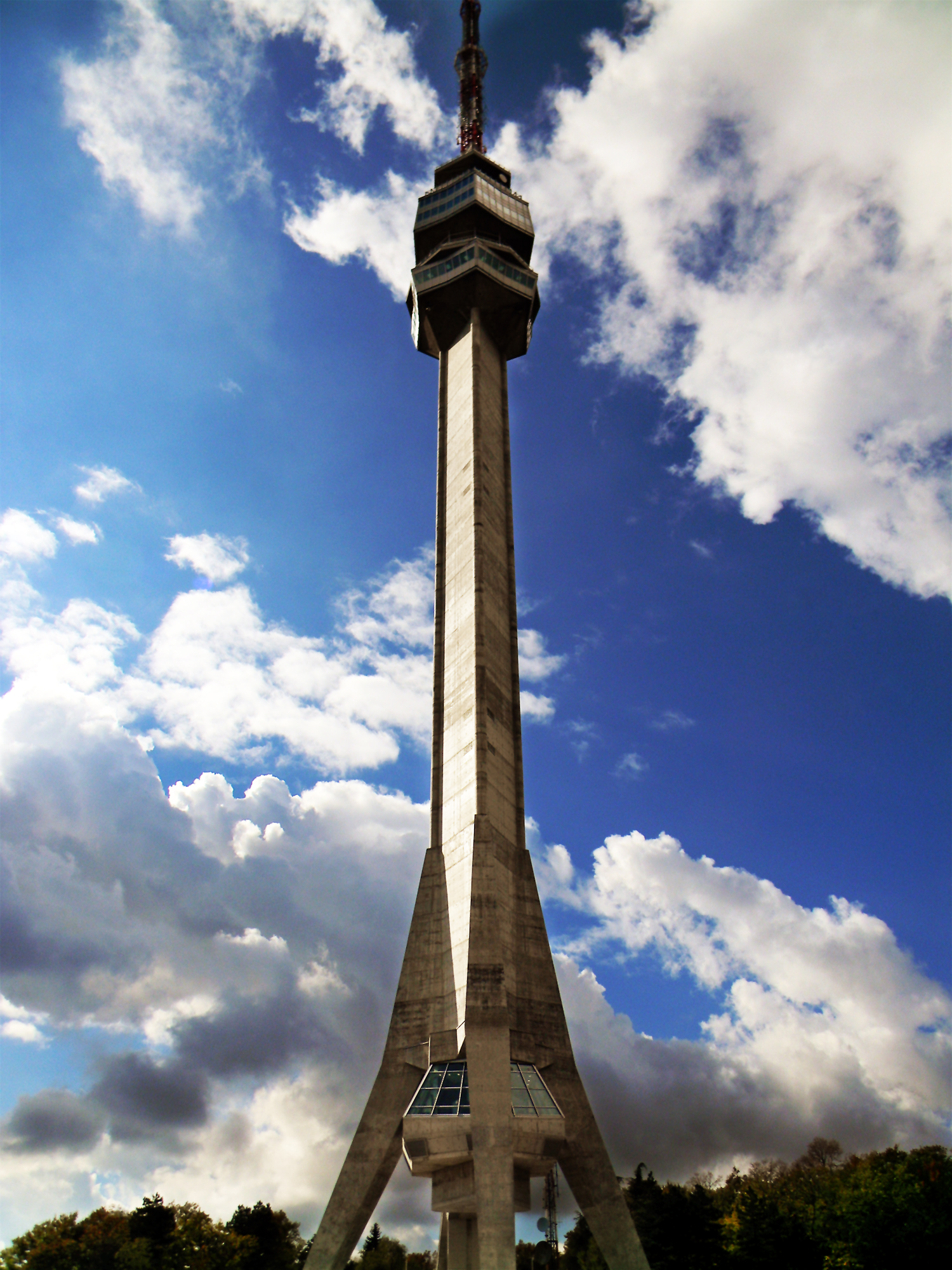
Vista general de la torre.

La Torre de televisión de Belgrado o Torre de Avala (serbio: Авалски торањ / Avalski Toranj) es una torre de telecomunicaciones situado en la montaña Avala cerca de Belgrado, Serbia de 204,5 m de altura. Fue destruida en el bombardeo de la OTAN de Serbia el 29 de abril de 1999. El 21 de diciembre de 2006, la reconstrucción de la Torre de Avala comenzó y la torre fue inaugurada oficialmente en una ceremonia el 21 de abril de 2010. Actualmente es la estructura más alta en Serbia y la región de los Balcanes.

## Reconstrucción
En 2004, Radio Televisión Serbia inició una serie de eventos para recaudar fondos con el fin de recaudar dinero para construir el edificio una vez más en el mismo lugar que fue destruido. En 2005, la limpieza del sitio donde fue destruida la torre comenzó y el 21 de diciembre de 2006, la construcción de una nueva Torre de Avala comenzó. Un acuerdo sobre su construcción fue firmado por Dušan Basara, director del sector de la construcción de la Sociedad Ratko Mitrović - que estará a cargo de la construcción de la torre - y director general de estrategia en tiempo real, Aleksandar Tijanic.
Inicialmente, la finalización de la nueva torre que se esperaba en agosto de 2008, pero las obras de construcción se retrasaron gravemente. La fecha de apertura se retrasó al 29 de abril, el décimo aniversario de su destrucción. Radio Televisión Serbia, informó el 23 de octubre de 2009 que la torre se había completado.

## Imágenes de las fases de reconstrucción

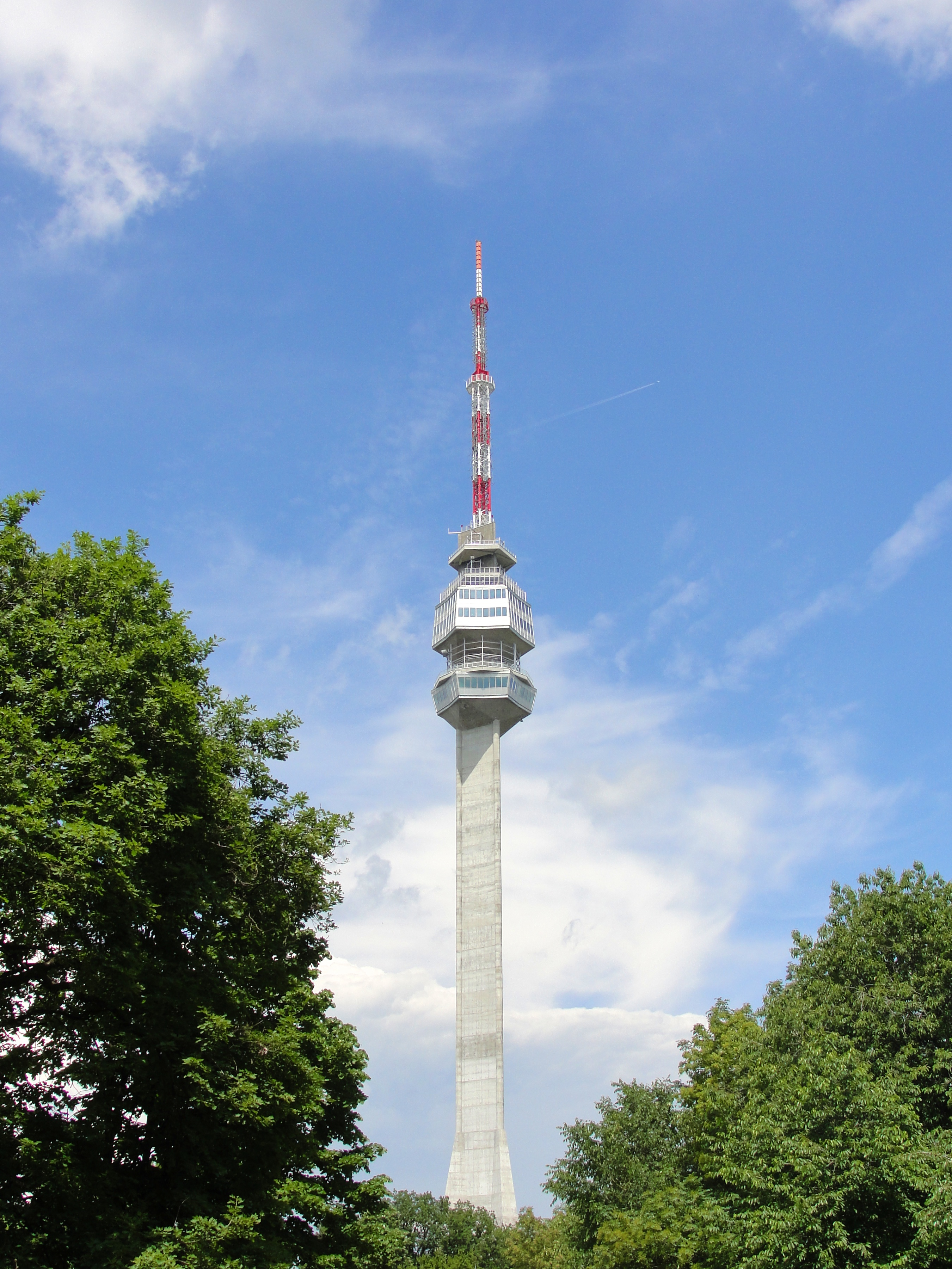
Terminado en 2010
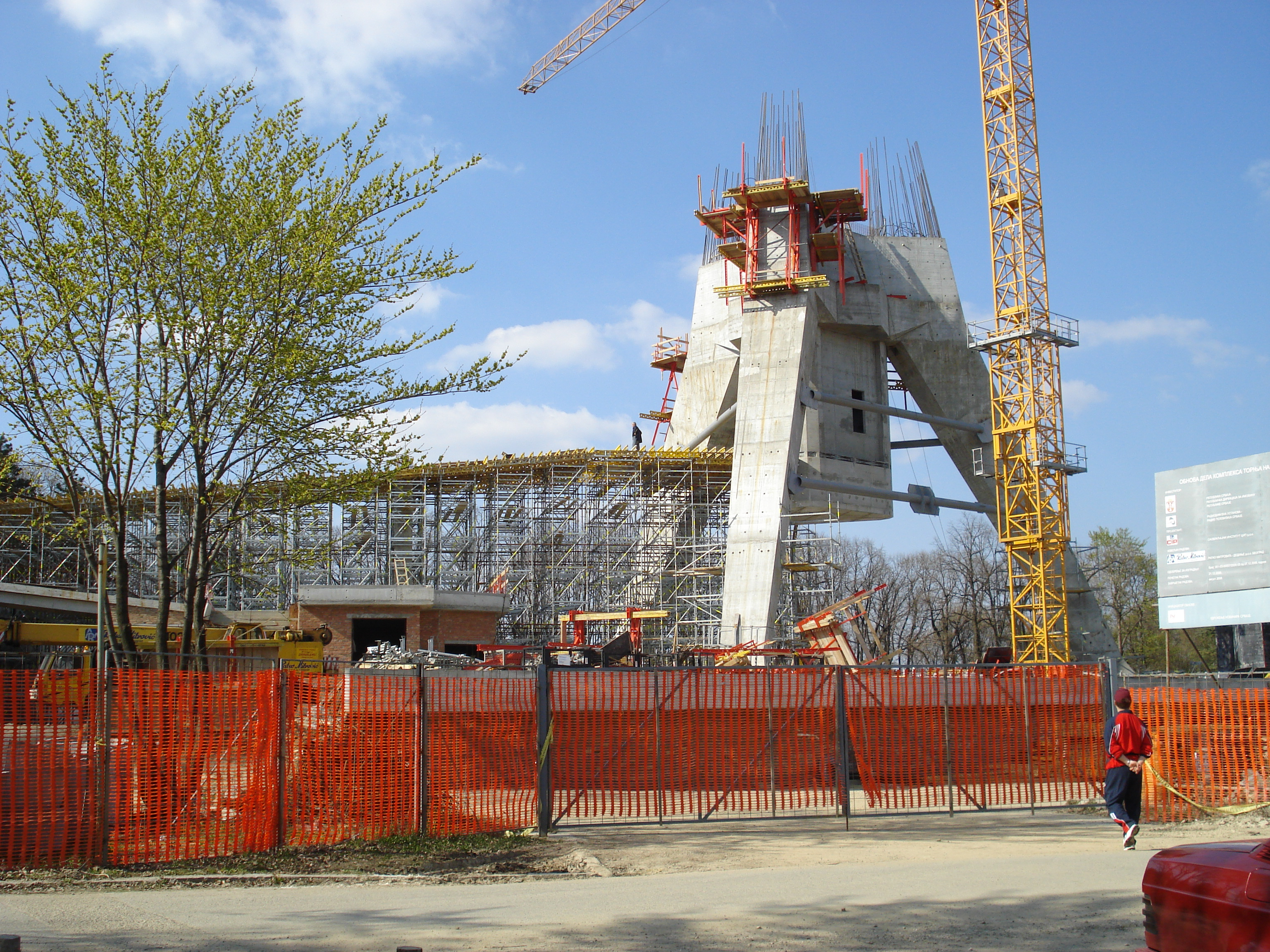
Marzo de 2008
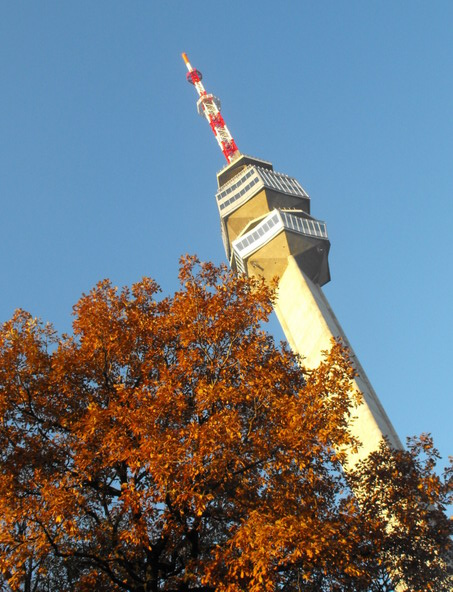
febrero de 2010